# Fenômeno celeste sobre Nuremberg

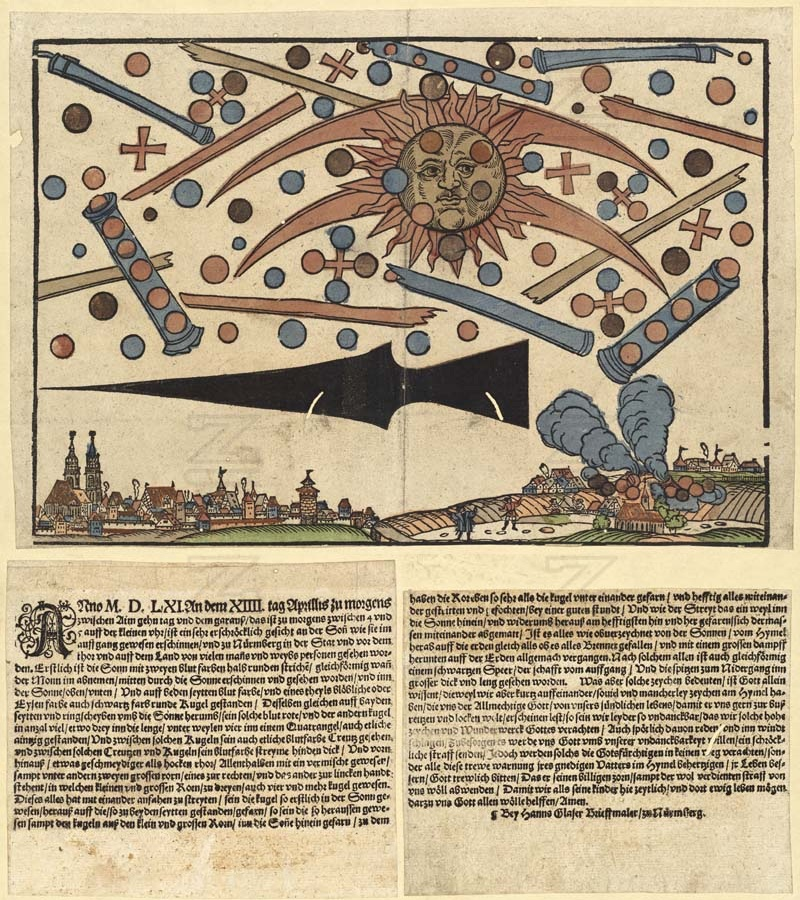
O fenômeno celeste sobre a cidade alemã de Nuremberg em 14 de abril de 1561, conforme impresso em um noticiário ilustrado no mesmo mês

Um avistamento em massa de fenômenos celestes ou objetos voadores não identificados (OVNI) ocorreu em 14 de abril de 1561 acima de Nuremberg (então uma Cidade Imperial Livre do Sacro Império Romano). Essa visão é rejeitada principalmente pelos céticos, alguns fazendo referência aos escritos de Carl Jung de meados do século XX sobre o assunto, enquanto outros acham que o fenômeno provavelmente é um Parélio.

## História
Um artigo de jornal impresso em abril de 1561 descreve um avistamento em massa de fenômenos celestes. A folha larga, ilustrada com uma xilogravura e texto de Hans Glaser, mede 26,2 centímetros. Por 38,0 centímetros. O documento está arquivado na coleção de gravuras e desenhos da Zentralbibliothek Zürich em Zurique, Suíça.
De acordo com o jornal, por volta da madrugada de 14 de abril de 1561, "muitos homens e mulheres" de Nuremberg viram o que o jornal descreve como uma batalha aérea "fora do sol", seguida pelo aparecimento de um grande objeto triangular preto e esferas combatentes esgotadas caindo na terra em nuvens de fumaça. O jornal afirma que as testemunhas observaram centenas de esferas, cilindros e outros objetos de formas estranhas que se moviam erraticamente no alto. A ilustração em xilogravura retrata objetos de várias formas, incluindo cruzes (com ou sem esferas nos braços), pequenas esferas, dois grandes crescentes, uma lança negra e objetos cilíndricos dos quais várias pequenas esferas emergiram e dispararam pelo céu ao amanhecer.